# Simmonds Islands
Die Simmonds Islands sind eine Inselgruppe im Far North District der Region Northland vor der Nordinsel von Neuseeland.

## Geographie
Die Inselgruppe befindet sich vor der Ōtaipango / Henderson Bay, rund 920 m nördlich des Granville Point, einem bis zu 90 m hohen Felsen, direkt am südlichen Ende der Bucht.
Die Inselgruppe besteht aus den Inseln:
- Motu Puruhi Island – 3,3 ha
- Terakautuhaka Island – 2,6 ha
- einer weiteren kleineren Felseninsel, westlich – 0,3 ha
- und einer weiteren kleinen Insel, nördlich – 0,16 ha[2][3]

Die beiden Inseln Motu Puruhi Island und Terakautuhaka Island liegen aber so dicht beisammen, sodass man sie zusammen auch als eine Insel ansehen könnte. Der Spalt, der sie trennt, wird als Anapuhipuhi Blowhole bezeichnet.

## Geologie
In den 1960er Jahren wurde die Inselgruppe für eine mögliche Deklaration als Wildlife Reserve von den Geologen H. E. Rowe und F. E. Bowen untersucht. Dabei stellte die beiden Geologen fest, dass die Insel von zahlreichen in nordwestliche Richtung verlaufenden Scherzonen durchzogen wird, deren Erosion besonders an der Nordküste zu tiefen, schmalen Einschnitten führt. In der Mitte der Insel bildet eine solche Scherzone einen schmalen Sand- und Felsstreifen, der zeitweilig unter Wasser steht und die Insel in zwei Teile, eine Ostseite und eine Westseite teilt. Offizielle Karten stuften diese Teile heute als separate Inseln ein. Das Gestein der Inseln besteht größtenteils aus Argillit und Basalt.